# Gael Kyriakidis
Gael Kyriakidis, alias Pony del Sol, est une musicienne suisse vivant à Fribourg.

## Biographie
Après le combo trip hop Beaumont qu'elle monte avec son frère Mathieu de 2001 à 2005 et Gaelk en solo (voix-clavier-looper), Gael Kyriakidis est lauréate de la bourse Jean Tinguely en 2007 et travaille pendant 2 ans à la Cité des arts de Paris où elle crée son personnage : Pony del Sol,,.
Dès lors, elle travaille sur un premier album éponyme qui sort le 1er mars 2013,, dont la promotion dans diverses émissions de radios nationales, lui offre de nouvelles opportunités tant sur le plan des performances live que des diffusions radiophoniques.
Le 12 juillet 2013, Pony del Sol devient la première lauréate de la bourse de l'État de Fribourg en faveur des musiques actuelles. Elle est sélectionnée parmi 24 dossiers déposés et reçoit un montant de 26 000 francs suisses afin de réaliser un clip vidéo, un single et de professionnaliser ses prestations scéniques.
En mars 2016, elle présente le projet « Moi m’appeler Pony del Sol et pas bien parler le français » au Musée Gutenberg de Fribourg avec son frère Mathieu, relatant musicalement et ironiquement la vie d'une suissesse à Paris, en référence à son voyage de 2007.
Le single Amour argent, fruit d'une collaboration avec Christian Pahud du groupe lausannois Larytta, est diffusé dès 2015. Il est présent sur l'album six titres Sauvagerie, sorti en août 2019[à développer].
Elle est la fille de Iannis Kyriakidis, compositeur et musicien du trio comique Cabaret Chaud 7.

## Discographie
- 2013 : Pony del Sol| No  | Titre          | Durée |
| --- | -------------- | ----- |
| 1.  | Panthera       | 3:01  |
| 2.  | Choky Choha    | 3:29  |
| 3.  | Jeudi noir     | 2:59  |
| 4.  | Virgo          | 3:44  |
| 5.  | June's Chacha  | 3:09  |
| 6.  | Les pauvres    | 3:40  |
| 7.  | Charming Dress | 3:11  |
| 8.  | Catherine      | 3:03  |
| 9.  | Iseult         | 3:29  |
| 10. | Sur la berge   | 4:44  |

## Filmographie
- 2018 : Dimanche, court métrage musical d'animation, co-réalisé avec Fanny Dreyer et produit par Frédéric Guillaume[16],[17].